# 仁礼精粋
仁礼 精粋（にれ せいすい、1883年（明治16年）3月17日 - 1968年（昭和43年）2月17日）は、大日本帝国陸軍軍人。最終階級は陸軍少将。

## 経歴
東京府出身。陸軍士官学校第15期卒業。1919年（大正8年）4月、陸軍歩兵少佐に進級し、1920年（大正9年）9月時点で近衛歩兵第3連隊附の任にあった。1923年（大正12年）8月、陸軍歩兵中佐に進級し、同年9月時点で歩兵第78連隊附に転じ、1925年（大正14年）9月時点で歩兵第80連隊附、1926年（大正15年）8月に歩兵第8連隊附と歴任した。
1928年（昭和3年）8月10日、陸軍歩兵大佐進級と同時に第4師団司令部附となり、大阪医科大学に配属され、1931年（昭和6年）5月には第4師団司令部附のまま大阪帝国大学配属に転じた。同年8月に台湾歩兵第1連隊長（台湾軍・台湾守備隊司令部）に就任し、1933年（昭和8年）3月18日に陸軍少将進級と同時に待命となり、3月31日に予備役に編入された。
1940年（昭和15年）10月1日、帝国軍用犬協会大阪支部長に就任した。晩年は高血圧、狭心症の治療に当たっていたが、1968年（昭和43年）2月17日に死去した。

## 栄典
勲章等
- 1940年（昭和15年）8月15日 - 紀元二千六百年祝典記念章[11]